# Georgia Rule
Georgia Rule is een film uit 2007 onder regie van Garry Marshall. Lindsay Lohan en Jane Fonda spelen hierin de hoofdrollen.

## Verhaal

### Op weg naar Georgia
Nadat de 17-jarige Rachel (Lindsay Lohan) een dure wagen in de prak rijdt van haar stiefvader Arnold (Cary Elwes), een advocaat, stuurt haar alcoholistische moeder Lilly (Felicity Huffman) haar naar haar eigen moeder, Georgia (Jane Fonda). Rachel is in januari afgestudeerd en kan in de herfst het huis uit, maar voor haar moeder kan het niet snel genoeg zijn en dus mag ze meteen al vertrekken, naar haar oma voor zolang.
Georgia is een rigide, religieuze vrouw die volgens strikte regels leeft. Wanneer ze de losbandige en rebelse Rachel op zich neemt, is dit alleen omdat het haar kleindochter is. Rachel haalt haar moeder op weg naar haar oma over haar langs de kant van de weg te zetten, 32 kilometer verwijderd van Georgia's huis in Idaho. Ze loopt wel verder.
Langs de weg ontmoet ze Harlan (Garrett Hedlund) en haalt ze Simon (Dermot Mulroney), die stopt om Harlan aan te spreken, over haar naar de stad te brengen. Rachel voelt zich thuis bij hem in de auto. Wanneer ze hem ervan verdenkt homoseksueel te zijn, verbergt ze dit niet. Simon neemt dit niet goed op en zet haar uit de auto. Rachel is dan inmiddels in de stad waar Georgia woont.
Nadat Lilly een ongemakkelijke ontmoeting heeft met haar moeder, met wie ze een slechte band heeft, vertelt ze dat Rachel te voet zal arriveren, voordat ze weer vertrekt. Rachel arriveert later die nacht. Georgia is niet van plan haar strikte regels te veranderen voor Rachel.
De volgende ochtend vertelt Georgia bij het ontbijt dat ze een baan heeft gevonden voor Rachel. Deze weigert dit aanvankelijk, maar draait bij als het baantje bij Simon blijkt te zijn, als receptioniste in zijn artsenpraktijk. Op weg ernaartoe flirt ze met Harlan, die meldt al een vriendin te hebben.
Als ze weer thuiskomt, krijgt ze het aan de stok met Sam, een jongetje waar haar oma op past. Als ze de naam van God gebruikt, wil Georgia haar mond uitwassen met zeep. Rachel verdwijnt en keert pas in de avond terug, alsnog haar straf op zich nemend. Wanneer ze vertelt over haar vermoeden dat Simon homo is, vertelt diens zus dat hij zijn vrouw en zoon heeft verloren bij een auto-ongeluk.

### Spoken uit het verleden
De volgende dag confronteert ze Simon hiermee, die ze te zwaar op de hand vindt. Ze vertelt hem zijn verdriet niet zo uit te dragen en over het ongeluk heen te komen. Wanneer Simon haar vertelt dat ze niets van overleven weet, zegt ze hem dat haar stiefvader haar vanaf haar twaalfde misbruikte. Hierna vertrekt ze en gaat ze op een bootje vissen met Harlan. Ze geeft hem toestemming haar geslachtsdeel aan te raken, maar wil hierna ook die van hem zien. Dit mondt uit in orale seks.
Die avond gaat ze naar Simons appartement om haar excuses aan te bieden. Ze vertelt dat het verhaal over haar stiefvader Arnold gelogen was. Simon heeft het echter gemeld aan Georgia, die Rachels moeder er weer over gebeld heeft. Ze vertelt Georgia dat het niet gebeurd is, maar deze is ervan overtuigd dat dit gelogen is.
Lilly confronteert Arnold en rijdt naar haar dochter om verhaal te halen. Lilly denkt dat Rachel liegt, omdat ze in het verleden ook loog over het gebruiken van drugs. Ze vertelt Georgia dat Arnold alles ontkent.
Bij aankomst is Rachel weg met Harlan, die spijt heeft van wat hij heeft gedaan en zijn vriendin June het gebeurde wil opbiechten. Wanneer hij de waarheid probeert te vertellen, probeert Rachel het gebeurde wat te verhullen, maar Harlan laat er geen misverstanden over bestaan. Als ze thuis zijn, vertelt Harlan dat hij van June niet meer met haar om mag gaan.
Bij Georgia volgt een confrontatie met haar moeder. In een ruzie overtuigt Rachel haar moeder ervan dat Arnold haar daadwerkelijk heeft misbruikt. De volgende ochtend vertelt Rachel dat het begon toen ze twaalf was en dat het duurde tot haar veertiende, tot een vriend van haar Arnold bedreigde met een vuurwapen.
Rachel raakt bevriend met Simon. Ze gaat met hem mee naar huis, waar hij een relatie in het verleden met haar moeder opbiecht. Lilly weigert alle contact met Arnold. Als Rachel naar huis gaat, ontdekt ze dat ze wordt gepest door de vrienden van June, die kwaad zijn vanwege het gebeuren met Harlan. Ook binnen in huis is er ruzie, als Georgia ontdekt dat Lilly haar alcoholverslaving doorzet.
De volgende dag houdt Georgia Lilly tegen wanneer die drank wil gaan kopen. Wanneer blijkt dat Lilly Arnold heeft gebeld om een scheiding aan te vragen, gaat ze niettemin drank voor haar halen. Lilly houdt zich die nacht alleen bezig met drank en knipt haar haar af. Ze vertelt haar moeder dat ze zich nooit geliefd heeft gevoeld thuis en dat ze niet snapte waarom ze haar alcoholistische vader nooit mocht zien. Georgia geeft dan voor het eerst in haar leven toe dat ze houdt van haar dochter.
Lilly gaat de volgende dag naar Simon. Ze vertelt dat ze van haar drankverslaving af wil en zoent met Simon, die haar niet van zich af probeert te houden. Rachel begint weer om te gaan met Harlan, maar wordt streng in de gaten gehouden door Junes vrienden. Rachel krijgt dit door en wordt het zo zat dat ze hen confronteert. Ze zegt dat er niets meer tussen haar en Harlan zal gebeuren en als ze haar lastig blijven vallen, dat ze seks zal hebben met hun vriendjes.
Dan arriveert Arnold in de stad om zijn vrouw te spreken. Georgia wantrouwt hem en steekt dat niet onder stoelen of banken. Lilly gaat een gesprek met hem aan en raakt ervan overtuigd dat tóch Rachel de leugenaar is door een opsomming te maken van andere leugens die ze verteld heeft in haar leven. Voordat Arnold vertrekt, vertelt hij de stad niet te verlaten zonder Lilly en dat hij in een motel zal overnachten.

### De enige echte waarheid komt boven
Rachel vertelt de volgende dag dat alles een leugen was en dat ze alleen wilde dat Lilly haar geloofde, waarop die besluit met Arnold terug mee naar huis te gaan. Als Simon slaapt, vertrekt Rachel naar het motel van Arnold. In het gesprek tussen de twee wordt het de kijker duidelijk dat het misbruik daadwerkelijk heeft plaatsgevonden. Rachel zegt Arnold niets te doen zolang hij Lilly gelukkig maakt. Als hij het verpest, zal ze $10.000.000 eisen om zich stil te houden. Arnold zegt in dat geval vertrouwen te hebben in zijn kunnen in de rechtszaal, maar Rachel onthult dat ze een videoband van hen samen heeft.
Voordat Lilly vertrekt met Arnold, legt ze het bij met haar moeder, die vertelt extra geld te hebben voor Rachels studie of Lilly's huis. Georgia maakt duidelijk dat ze er nog steeds van overtuigd is dat Arnold een pedofiel is. Ze vertelt hem dat ze hem zou vermoorden als haar dochter niet van hem hield. Ze wil niet dat Lilly vertrekt, maar deze gaat toch.
Rachel gaat naar een slapende Simon en probeert hem te verleiden. Hij weigert echter, waarvoor ze hem even later bedankt. Haar moeder belt haar om te laten weten dat ze niet boos op haar is. Ze nodigt haar uit om mee te gaan naar San Francisco.
Georgia overtuigt vervolgens Rachel de waarheid te vertellen aan de inmiddels vertrokken Lilly. Samen met Simon en Harlan proberen ze Lilly en Arnold in te halen. Vlak voor ze vertrekken krijgt Rachel een brief van haar oma, die Lilly aan haar schreef.
Wanneer tijdens een gesprek in de wagen Arnold bereid blijkt zijn Ferrari aan Rachel te geven, beseft Lilly dat dit maar één ding kan betekenen: zwijggeld, omdat hij wel degelijk haar dochter misbruikt heeft. Wanneer ze tegen hem blijft schreeuwen, breekt Arnold die verraadt dat het zo is. Hij beweert dat Rachel hém verleidde en dat ze ervan genoot. Lilly stormt uit de wagen en blijft gebroken langs de weg achter. Kort daarop arriveren Georgia, Rachel, Simon en Harlan en is het gezin herenigd met alle waarheden boven tafel.

## Georgia Rule in de media
De film haalde niet alleen de bioscopen, maar ook andere media. Producent James G. Robinson zou Lohan een dreigbrief hebben gestuurd waarin hij klaagde over haar gedrag, overmatig feesten en dat ze te laat kwam opdagen op de set. Hij vond dat ze zich niet professioneel en verantwoordelijk gedroeg. Robinson dreigde dat hij de actrice zou aanklagen als ze de productie nog langer zou vertragen.
De film werd bij de Teen Choice Awards genomineerd in de categorie Chick Flick en Lohan werd genomineerd voor Beste Actrice in de categorie Drama.
Het Nederlandse filmblad Filmvalley vond dat de film "gedurfde thematiek in mainstream film is die te veel hinkt op twee gedachten, maar prima wordt geacteerd." Het blad geeft de film een 6,5/10.

## Rolbezetting
| Acteur           | Personage |
| ---------------- | --------- |
| Lindsay Lohan    | Rachel    |
| Jane Fonda       | Georgia   |
| Felicity Huffman | Lilly     |
| Dermot Mulroney  | Simon     |
| Cary Elwes       | Arnold    |
| Garrett Hedlund  | Harlan    |
| Héctor Elizondo  | Izzy      |
| Christine Lakin  | Grace     |
| Laurie Metcalf   | Paula     |

## Referentie
1. ↑  Filmvalley #43 aug/sept 2007. Blz 58.